# Meteoro

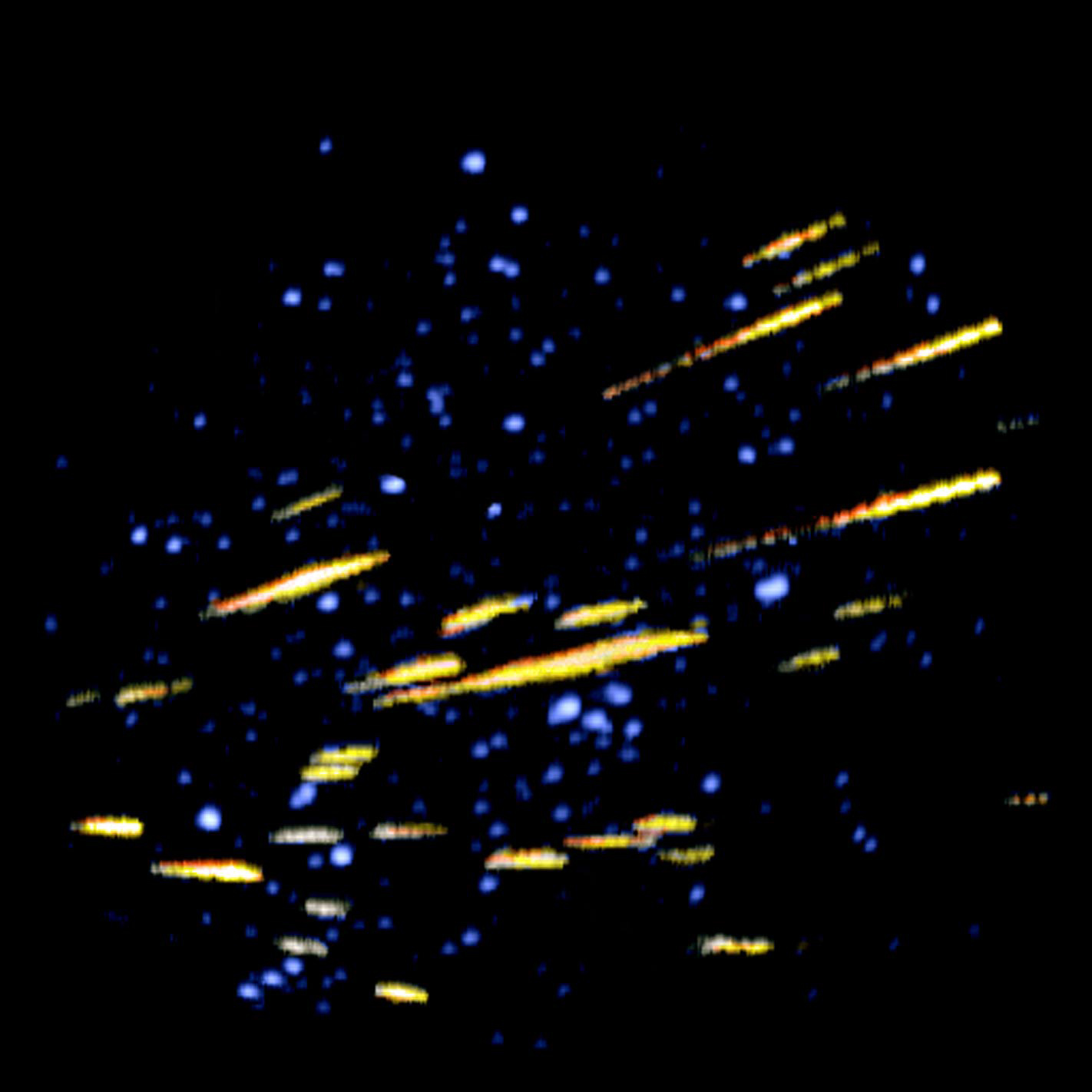
Chuva de meteoros (os rastos em tons de amarelo e vermelho) registada através de uma longa exposição fotográfica. Os pontos azuis são estrelas da constelação do Unicórnio.

Meteoro em astronomia, é chamado popularmente de estrela cadente ou estrela fugaz, designa somente o fenômeno luminoso observado assim como seus acompanhamentos físicos como ondas de choque, calor e ionização quando ocorre a passagem, entrada ou reentrada de um objeto sólido proveniente do espaço na atmosfera terrestre. Esses objetos podem ser de origem natural como um meteoroide, asteroide ou cometa ou mesmo artificial como lixo espacial, sondas ou cápsulas retornando.
A palavra "meteoro" vem do grego μετέωρος metéōros "elevado; alto (no céu)" (de μετα- meta- "acima" e ἀείρω aeiro "eu levanto"), ou seja, elevado no céu. Efetivamente, a palavra meteoro se refere a qualquer fenômeno atmosférico e existem 4 tipos que são os Hidrometeoros, Litometeoros, Fotometeoros e Electrometeoros. Tanto que a ciência que estuda os fenômenos na atmosfera é a meteorologia. A palavra "meteorologia" vem do grego μετέωρος metéōros "elevado; alto (no céu)" (de μετα- meta- "acima" e ἀείρω aeiro "eu levanto") e -λογία -logia "estudo, palavra".
Erroneamente e por muita repetição, as pessoas associam meteoro com um objeto do espaço. Sendo que efetivamente é um fenômeno somente. Um objeto ao passar, entrar ou reentrar pela atmosfera em alta velocidade, sofre um processo chamado compressão adiabática e gera fotometeoros e electrometeoros. Eles podem apresentar várias cores, dependentes da velocidade e da composição do material sólido, mas isso não segue uma regra. Podem deixar um rastro por vezes persistente, e produzir sons. Meteoros podem estar associados a chuvas de meteoros (ou "chuva de estrelas cadentes" ou simplesmente "chuva de estrelas"), em que os vários rastros parecem provir do mesmo ponto do céu noturno - o radiante - ou surgir como fenómenos isolados, denominando-se neste caso "meteoros esporádicos".

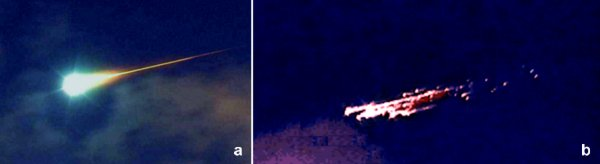
Bola de Fogo. Na imagem da direita observa-se a desintegração do meteoroide.

Alguns meteoros destacam-se pela sua espetacularidade e são denominados Bólidos ou Bolas de Fogo. Embora os termos sejam sinônimos e a União Astronómica Internacional reconheça apenas uma definição abrangente para as Bolas de Fogo e Bólidos, alguns astrônomos fazem a distinção:
- Bolas de Fogo - quando o fenómeno atinge magnitude superior a um planeta (cerca de -4 ou mais brilhante);[5][6]
- Bólidos (ou Bólides)[7] - Bolas de Fogo excepcionalmente brilhantes.